# Feldkirchen in Kärnten
Feldkirchen in Kärnten (słoweń. Trg) – miasto powiatowe  w Austrii, w kraju związkowym Karyntia, siedziba powiatu Feldkirchen. Leży nad rzeką Glan. Liczy 14269 mieszkańców (1 stycznia 2015). 
W mieście znajduje się stacja kolejowa Feldkirchen (Kärnten).

## Współpraca
Miejscowości partnerskie:
- Ahrensburg, Niemcy
- Bamberg, Niemcy